# Pedro Vicente Maldonado
Pedro Vicente Maldonado Sotomayor, född 1704, död 1748, var en självlärd kartograf och vetenskapsman i Ecuador. Han bidrog bland annat till utforskandet och kartläggningen av Amazonområdet. Ecuador gav 1948 ut en frimärksserie med anledning av 200-årsdagen av hans död.